# Pseudophoenix sargentii
Pseudophoenix sargentii är en enhjärtbladig växtart som beskrevs av Hermann Wendland och Charles Sprague Sargent. Pseudophoenix sargentii ingår i släktet Pseudophoenix och familjen Arecaceae. Inga underarter finns listade i Catalogue of Life.

## Bildgalleri

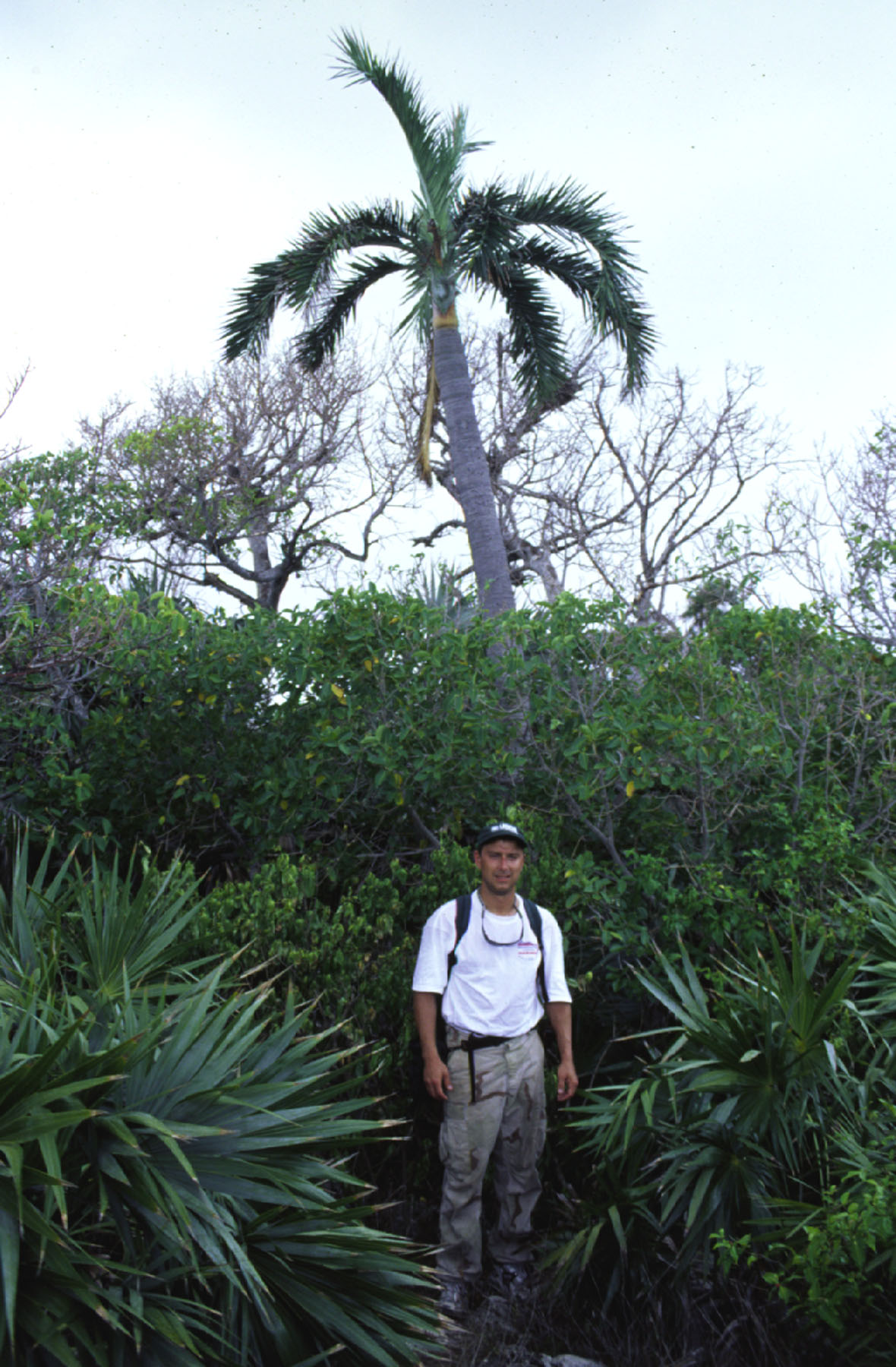
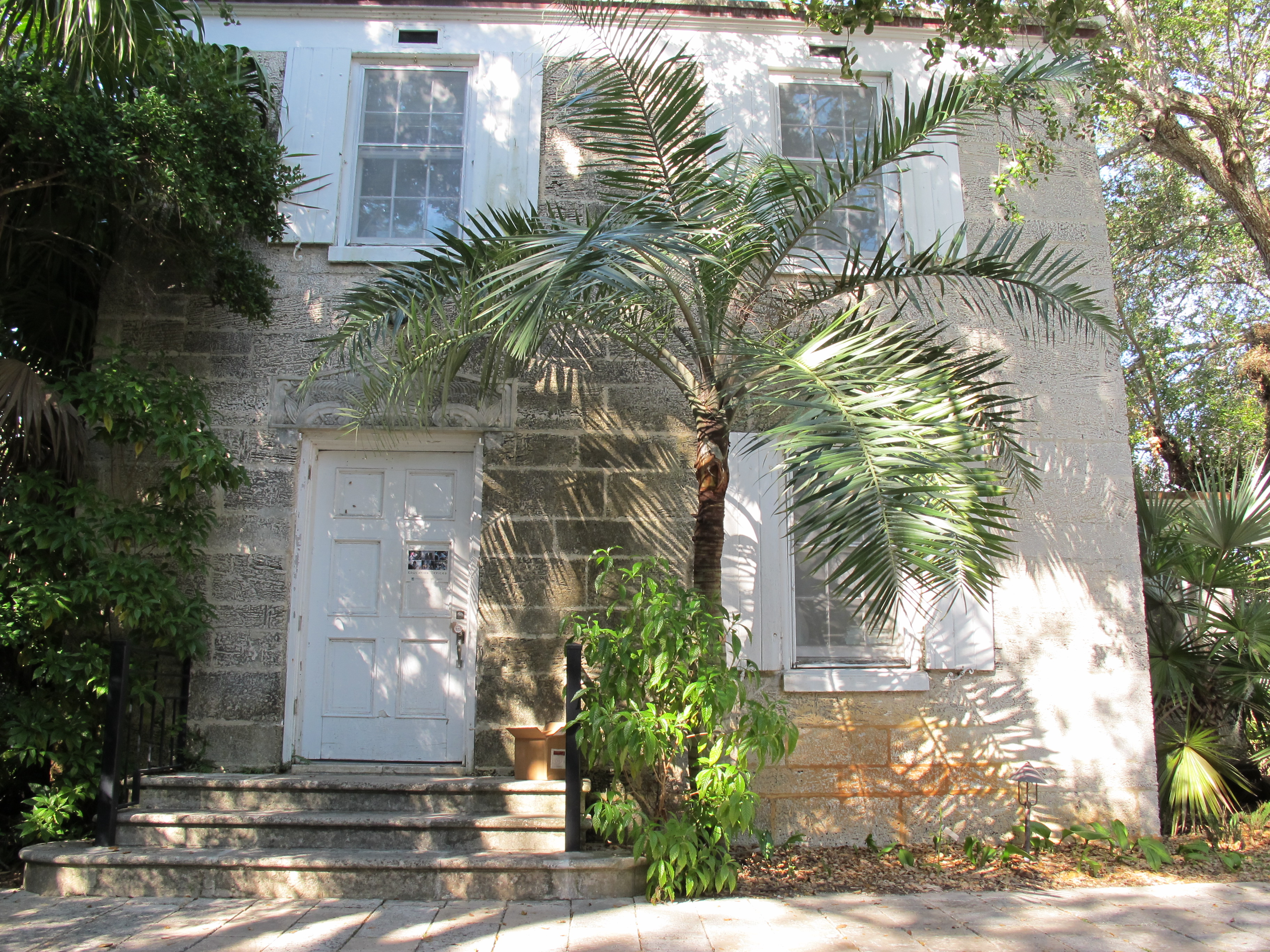
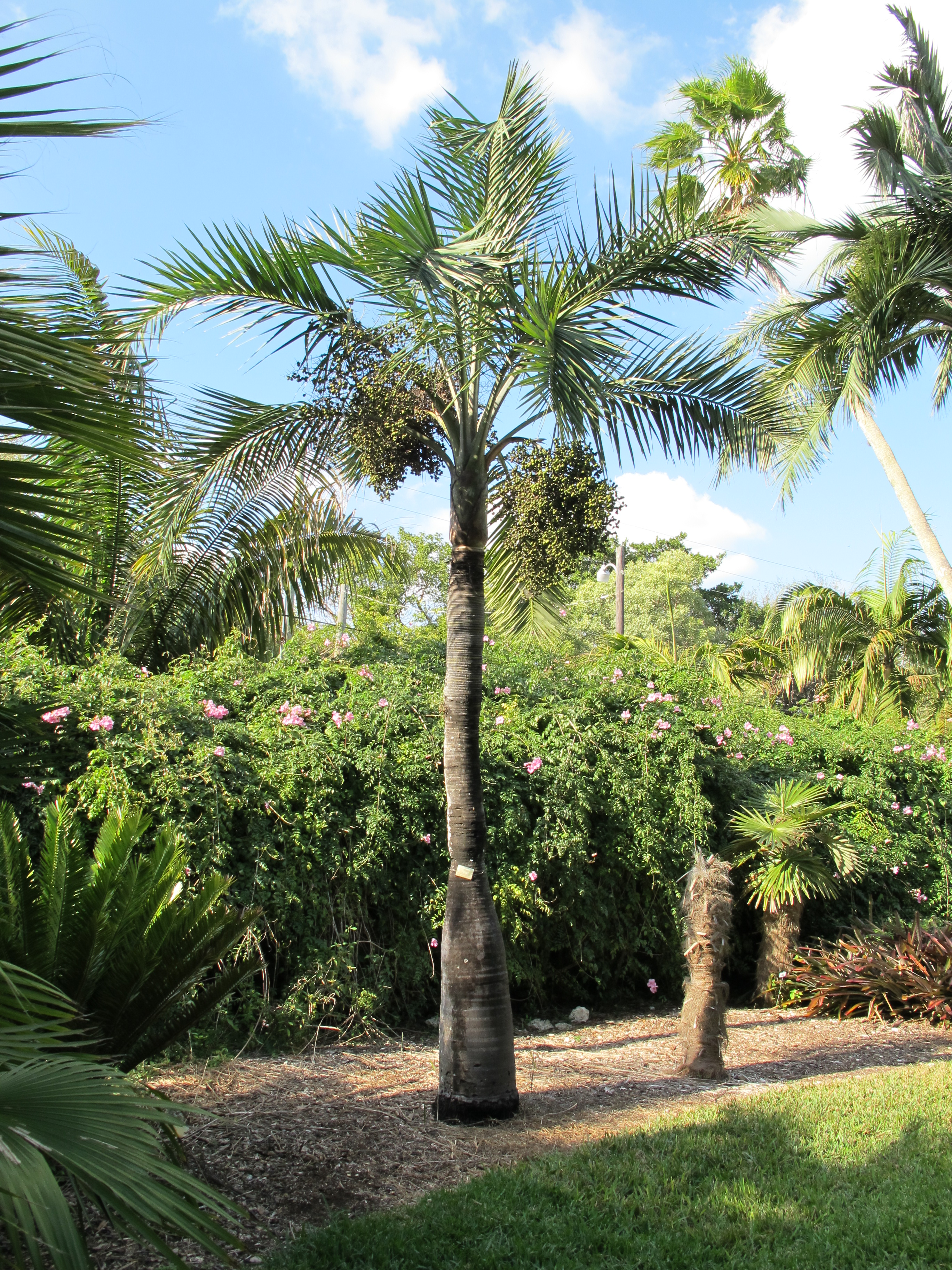
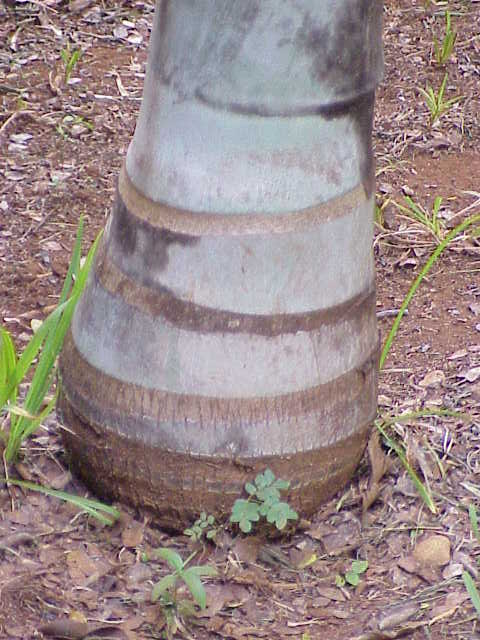